# دی جنریشن اکس
گروه دی جنریشن ایکس (به انگلیسی:D-Generation X) یا گروه دی اکس، یکی از پرطرفدارترین گروه‌های تاریخ کشتی حرفه‌ای می‌باشد. این گروه خیلی زود محبوب شدند و الفاظ و حرکات آن‌ها را اکثریت طرفداران به کار می‌بردند و در اوایل بیش تر از گفتارها و اعمال رکیک استفاده می‌کردند.
اعضای اولیهٔ این گروه را شان مایکلز (رهبر گروه)، چاینا، تریپل اچ و ریک رود (مربی همراه گروه) تشکیل می‌دادند. این گروه اولین بار در سال ۱۹۹۷ تشکیل شد سپس با مصدومیت مایکلز گروه برای مدت کوتاهی فعالیت نکرد تا این که در سال ۱۹۹۸ تریپل اچ رهبری گروه را بر عهده گروه و اعضای جدیدی را به آن اضافه کرد. ریک راد که مربی همراه تیم بود نیز پس از مدت کوتاهی از تشکیل تیم از آن‌ها جدا شد. این گروه تا اوایل دههٔ ۲۰۰۰ به همین صورت به فعالیت خود ادامه داد فقط چند بار اعضای آن عوض شدند تا این که از سال ۲۰۰۶ به بعد دوباره تشکیل شد اما این بار فقط تریپل اچ و شان مایکلز در آن حضور داشتند. این گروه به همراه اعضای قدیمی اش در هزارمین قسمت شوی WWE RAW حضور پیدا کردند.

## دوران فعالیت در WWE

### تشکیل گروه (از سال ۱۹۹۷ تا سال ۱۹۹۸)

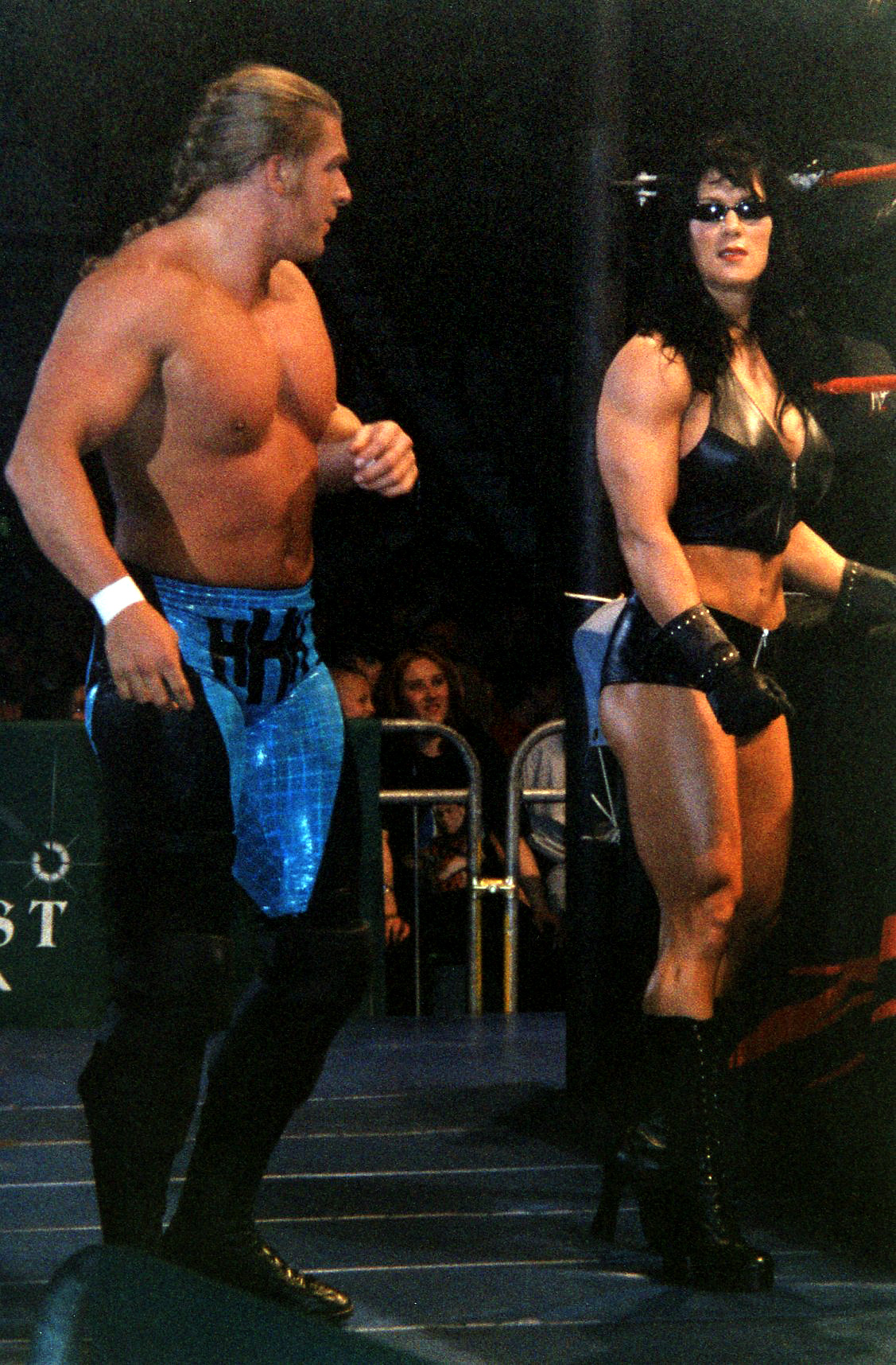
چاینا (سمت راست) از سال ۱۹۹۷ به همراه تریپل اچ (سمت چپ) و شان مایکلز به این گروه وارد شد و تا سال ۱۹۹۹ در این تیم حضور داشت.

این گروه اولین بار در شوی WWE RAW به تاریخ ۱ اوت ۱۹۹۷ در حین مسابقه‌شان مایکلز در مقابل منکایند تشکیل شد. آن‌ها در آن مسابقه به منکایند حمله کردند. در هفته بعد تریپل اچ و شان مایکلز در یک مسابقه تگ تیم ۲ به ۲ در مقابل آندرتیکر و منکایند قرار گرفتند تا این که‌شان مایکلز از صندلی برای زدن آندرتیکر استفاده کرد و مسابقه با باخت آن‌ها به پایان رسید. شان مایکلز و آندرتیکر در پس پر ویو Ground Zero در یک مسابقه تک به تک در مقابل هم قرار گرفتند اما آن مسابقه پس از دخالت تریپل اچ و چاینا بدون نتیجه (نا تمام) ماند.
اولین درگیری اصلی اصلی این تیم در مقابل تیم Hart Foundation بود که توسط برت هارت اداره می‌شد. در پی پر ویو One Night Only تیم دی جنریشن اکس به برتیش بولداگ که از اعضای آن تیم بود حمله کردند و پس از آن شان مایکلز با شکست دادن برتیش بولداگ توانست کمربند WWE European Championship را به دست بیاورد. با به دست آوردن این عنوان اولین قهرمان Grand Slam کمپانی WWE نیز شد. در تاریخ ۱۳ اکتبر ۱۹۹۷ نیز این گروه رسماً نام دی جنریشن اکس را برای خود انتخاب کردند و مایکلز به عنوان رهبر گروه نامیده شد. آندرتیکر درگیری اش با این تیم را ادامه داد و قرار شد برای اولین بار در WWE یک مسابقه جهنم درون یک قفس برگزار شود و طرفین مسابقه را آندرتیکر و شان مایکلز تشکیل می‌دادند. دیگر اعضای تیم دی جنریشن اکس نتوانستند وارد قفس بشوند و آندرتیکر تا مرز پیروزی رفت و در جایی که آمدهٔ انجام حرکت سنگ قبر کوب بود تا کار شان مایکلز تمام شود ناگهان لامپ‌ها خاموش شدند و کین (برادر آندرتیکر) به همراه پول بیرر وارد سالن شد و در قفس را شکست و وارد قفس شد و روی آندرتیکر حرکت سنگ قبر کوب را انجام داد و از رینگ خارج شد. این اولین حضور کین در WWE با این نام بود. مدتی بعد هم مایکلز در حالی که نمی‌توانست حرکت کند آندرتیکر را پین کرد و برنده مسابقه نامیده شد. طبق شرط مسابقه برنده می‌توانست در سوایور سریس سال ۱۹۹۷ در مقابل قهرمان WWE قرار بگیرد و در آن جاشان مایکلز با شکست دادن برت هارت قهرمان جدید کمربند WWE نامیده شد.
مدتی بعد در رویال رامبل سال ۱۹۹۸ یک مسابقه دیگر بین مایکلز و آندرتیکر برگزار شد که از نوع مسابقه تابوت بود. در آن مسابقه نیز کین دخالت کرد و باعث شد آندرتیکر در مسابقه پیروز نشود و مایکلز از عنوان قهرمانی اش دفاع کرد. شان مایکلز تا رستلمنیا ۱۴ قهرمان بود تا این که در رستلمنیا ۱۴ در یک مسابقه تک به تک به استیو آستین باخت و کمربند را از دست داد و از آن جایی که رد آن مسابقه مصدوم شده بود مجبور شد تا سال ۲۰۰۲ در مسابقات شرکت نکند.

### The NEW D-Generation X 1998-2000
در سی ام مارس ۱۹۹۸ تریپل ایچ اعضای جدید گروه "دی جنریشن اکس" را معرفی نمود:
ایکس-پک - بیلی گان - رود داگ
اینبار اعضای گروه به پنج نفر رسید. تریپل ایچ و چاینا در راس این گروه بودند. این گروه تا سال ۲۰۰۰ پا بر جا بود. در این مدت آل اسنو و توری هم برای مدتی به این گروه وارد شدند. عملکرد این گروه خوشایند نبود و باخت‌های زیادی در پرونده انها دیده می‌شد. در این مدت اعضای گروه دی ایکس مشکلات زیادی با هم پیدا می‌کردند. به طوری که چند بار شاهد این بودیم که اعضای آن در بعضی هفته‌ها با هم مسابقه داشتند. به طور مثال در رسلمنیا ۱۵ در سال ۱۹۹۹ در حین مسابقه ایکس-پک و شین مک مهن، تریپل ایچ و چاینا وارد جریان مسابقه می‌شوند و باعث شکست ایکس-پک می‌شوند. اما کین نقش مقابل تریپل ایچ در آن زمان وارد می‌شود و کمک حال ایکس پاک می‌شود. کین و ایکس پاک تا اوایل اکتبر ۱۹۹۹ با هم تگ بودند که بین انها هم اختلافاتی پیش آمد که تا رسلمنیا ۲۰۰۰ استوری لاین این دو ادامه دار بود. رود داگ در سال ۲۰۰۰ از WWF اخراج شد و همین امر باعث متلاشی شدن گروه "دی جنریشن اکس" شد.
در اگست سال ۲۰۰۲ قرار شد که باز گروه دی جنریشن ایکس توسط تریپل ایچ و شان مایکلز تشکیل شود که در همان ابتدای کار تریپل ایچ با زدن پدیگری به‌شان مایکلز مانع تشکیل مجدد گروه شد و همین امر باعث شد تا آنها در سامراسلم سال ۲۰۰۲ مقابل یکدیگر قرار بگیرند.

### بازگشت دی جنریشن اکس اصلی (از سال ۲۰۰۶ تا سال ۲۰۰۷)
در دوازدهم جون سال ۲۰۰۶ در راء:
وینس مک ماهون برای تریپل اچ یک مسابقهٔ نابرابر ترتیب داده بود و تریپل ایچ باید به تنهایی به مصاف گروه Spirit Squad می‌رفت. در اواخر مسابقه وینس کنار درب ورودی نظاره گر مسابقه بود و از نیچ یکی از اعضای گروه Spirit Squad می‌خواهد که وارد شود، اما او توسط شان مایکلز به داخل پرتاب می‌شود و مایکلز وارد رینگ می‌شود و به همراه تریپل ایچ تمام حاضرین در رینگ را می‌زنند و در آخر هم علامت Suck it را به سمت وینس مک مهن می‌زنند، به این ترتیب گروه "دی جنریشن اکس" بار دیگر تشکیل شد.
عملکرد این گروه بسیار عالی بود، رقیبان اصلی آن‌ها طی سال ۲۰۰۶ تا ۲۰۰۷ وینس و شین مک ماهون و گروه "ریتد ار کی او " (متشکل از رندی اورتون و ادج) بودند. صحنه‌های جالب و به یاد ماندنی از خود در سال ۲۰۰۶ به جا گذاشتند. به طوری که چهل روز بعد از مصدومیت تریپل ایچ در پی پر ویو انقلاب سال نو در سال ۲۰۰۷ کمپانی هوم ویدیو The NEW and Imporved DX را ریلیز نمود که فروش بالایی هم داشت. محبوبیت این گروه به قدری است که WWESHOP.com سال هاست که محصولاتی زیادی با طرح دی ایکس وارد شاپ نموده. اما بعد از مصدومیت تریپل اچ، شان مایکلز با نام دی ایکس سه مسابقه داد که در یکی از آن‌ها توانسته بود اورتون و اج را در یک مسابقهٔ نابرابر ۲ بر ۱ شکست دهد.

### D-Generation X for One Night
تریپل ایچ در سامراسلم سال ۲۰۰۷ به WWE بازگشت، اما قبل از آن رندی اورتن در جاجمن دی ۲۰۰۷ شان مایکلز را مصدوم کرده بود و این امور باعث شد که بعد از بازگشت تریپل ایچ دیگر شاهد گروه دی جنریشن ایکس نباشیم. اما این گروه برای پنج بار دیگر (با عنوان تنها برای یک شب) تشکیل شد که به ترتیب زیر بود:
2007.11.05 - Triple H & Shawn Michaels def WWE Champion Randy Orton & Umaga On Raw
2007.11.05 - Triple H & Shawn Michaels def WWE Champion Randy Orton & Umaga On Raw
2007.12.24 - Triple H & Shawn Michaels def Mr. Kennedy & Umaga in iRAQ
2008.01.28 - Triple H & Shawn Michaels def Umaga & Gene Snitsky On Raw
2008.09.29 - Triple H & Shawn Michaels def World Champion Chris Jericho & Lance Cade On Raw
2008.11.03 - Triple H & Shawn Michaels def John Morrison & Miz On Raw
اما در سال ۲۰۰۹ تریپل اچ و شان مایکلز دوباره گروه پرطرفدار و فوق‌العاده دی ایکس را تشکیل دادند و توانستند مسابقات بسیار زیبا و مهیجی را برگزار کنند و در پی پی وی سامراسلم ۲۰۰۹ توانستند گروه لگیسی را شکست دهند. همچنین توانستند در همان سال قهرمان کمربند یونیفاید تگ تیم بشوند. با خداحافظی شان مایکلز برای همیشه گروه دی ایکس منحل گردید.